# يونارد فايس
يونارد فايس (بالألمانية: Leonhard Weiß)‏ (26 يوليو 1907 في ألمانيا - 18 أغسطس 1981) هو لاعب كرة قدم ألماني في مركز الهجوم. شارك مع منتخب ألمانيا لكرة القدم. أما مع النوادي، فقد لعب مع غرويتر فورت ونادي نورنبرغ.

## وصلات خارجية
- يونارد فايس على موقع قاعدة بيانات كرة القدم.إي يو (الإنجليزية)
- يونارد فايس على موقع ناشيونال فوتبول تيمز (الإنجليزية)
- يونارد فايس على موقع عالم كرة القدم.نت (الإنجليزية)